# MediaForEurope
MFE — MediaForEurope — итальянский медиахолдинг, владеющий телеканалами и радиостанциями в Италии и Испании, также имеет долю в немецкой телекомпании ProSiebenSat.1 Media. Зарегистрирован в Нидерландах, а штаб-каартира расположена в Колоньо-Монцезе (Италия).

## История
История Медиахолдингу началась в конце 1970-х годов с кабельного телеканала Telemilano в пригороде Милана. В 1980 году он был преобразован в эфирный телеканал Canale 5. В 1982 году был куплен телеканал Italia 1, а в 1984 году — Rete 4. Эти три Канада были объединены в группу Rti (Reti televisive italiane, «Телевизионные итальянские сети»). В 1993 году был создан медиахолдинг Mediaset, в который, кроме Rti, вошли компании Publitalia’80 (рекламное агентство), Videotime (производство телепрограмм) и Elettronica Industriale (передача телесигнала). В 1996 году акции Mediaset были размещены на Итальянской фондовой бирже. В 1997 году была куплена доля в испанской телекомпании Telecinco, в 2003 году доля была увеличена до контрольного пакета акций. В 2009 году был приобретен второй испанский телеканал, Cuatro. В сентябре 2019 года было достигнуто соглашение о слиянии итальянской и испанской частей Mediaset в медиахолдинг MediaForEurope, однако из-за юридических проблем этот проект был на время отложен.
В ноябре 2021 года Mediaset объявила о реструктуризации, в рамках которой была создана новая материнская компания MFE — MediaForEurope N.V., зарегистрированная в Нидерландах.

## Собственники и руководство
Акции MediaForEurope котируются на фондовых биржах Милана и Мадрида. Контрольный пакет акций (50,46 %) принадлежит холдингу семьи Берлускони Fininvest, вторым крупнейшим акционером является французская компания Vivendi (23,79 %).
- Феделе Конфалоньери (Fedele Confalonieri, род. 6 августа 1937 года) — председатель совета директоров.
- Пьер Сильвио Берлускони (Pier Silvio Berlusconi, род. 28 апреля 1969 года) — генеральный директор (CEO).

## Деятельность
Медиахолдингу MediaForEurope принадлежит 3 основных эфирных телеканала в Италии (Canale 5, Italia 1 и Rete 4) и 2 в Испании (Tele5 и Cuatro), а также ряд тематических эфирных каналов (Boing, Boing Plus, Cartoonito, Iris, La 5, Mediaset Extra, Italia 2, Top Crime, Cine 34, TgCom 24, R101 TV, Virgin Radio TV, Radio 105 TV, RMC TV, Twentyseven, Canale 20 and Focus). Программы также транслируются через интернет по технологии OTT (приложения Mediaset Infinity и Mitele) на платной или бесплатной основе. MediaForEurope является крупнейшим акционером (28,9 %) немецкой телекомпании ProSiebenSat.1 Media, работающей в Германии, Австрии и Швейцарии. Медиахолдингу принадлежат две компании по производству телевизионных программ — Medusa Film и Mediterraneo. Также в холдинг входят рекламные агентства: итальянские Publitalia, Digitalia и Mediamond; испанское Publiespaña; международное Publieurope. Холдингу принадлежат радиостанции R101, Radio 105, Virgin Radio Italy, Radio Monte Carlo и Radio Subasio. Ещё одним активом холдинга является доля в 40 % в компании EITowers, итальянском операторе телекоммуникационной инфраструктуры (телебашни, базовые станции сотовой связи).
Выручка за 2023 год составила 2,81 млрд евро, из них 70 % пришлось на Италию, а 30 % — на Испанию. Основной источник выручки и— телерекламе (83 %), а также другие виды рекламы (9 %), производство и продажа телепрограмм (4 %), платное потоковое вещание (1 %), дистрибуция фильмов (1 %).